# Lista di asteroidi (59001-60000)
Di seguito una lista di asteroidi dal numero 59001 al 60000 con data di scoperta e scopritore.

## 59001-59100
| Nome                 | Designazione provvisoria | Data di scoperta  | Scopritore                       |
| -------------------- | ------------------------ | ----------------- | -------------------------------- |
| 59001 Senftenberg    | 1998 SZ35                | 26 settembre 1998 | J. Tichá, M. Tichý               |
| 59002 -              | 1998 SZ36                | 21 settembre 1998 | Spacewatch                       |
| 59003 -              | 1998 SL43                | 23 settembre 1998 | BAO Schmidt CCD Asteroid Program |
| 59004 -              | 1998 SO43                | 25 settembre 1998 | BAO Schmidt CCD Asteroid Program |
| 59005 -              | 1998 SW54                | 16 settembre 1998 | LONEOS                           |
| 59006 -              | 1998 SX58                | 17 settembre 1998 | LONEOS                           |
| 59007 -              | 1998 SF63                | 26 settembre 1998 | BAO Schmidt CCD Asteroid Program |
| 59008 -              | 1998 SS63                | 30 settembre 1998 | BAO Schmidt CCD Asteroid Program |
| 59009 -              | 1998 SZ65                | 20 settembre 1998 | E. W. Elst                       |
| 59010 -              | 1998 SX67                | 19 settembre 1998 | LINEAR                           |
| 59011 -              | 1998 SD71                | 21 settembre 1998 | E. W. Elst                       |
| 59012 -              | 1998 SW71                | 21 settembre 1998 | E. W. Elst                       |
| 59013 -              | 1998 SL72                | 21 settembre 1998 | E. W. Elst                       |
| 59014 -              | 1998 SC74                | 21 settembre 1998 | E. W. Elst                       |
| 59015 -              | 1998 SH74                | 21 settembre 1998 | E. W. Elst                       |
| 59016 -              | 1998 SX76                | 26 settembre 1998 | LINEAR                           |
| 59017 -              | 1998 ST77                | 26 settembre 1998 | LINEAR                           |
| 59018 -              | 1998 SH80                | 26 settembre 1998 | LINEAR                           |
| 59019 -              | 1998 SM83                | 26 settembre 1998 | LINEAR                           |
| 59020 -              | 1998 SX86                | 26 settembre 1998 | LINEAR                           |
| 59021 -              | 1998 SN94                | 26 settembre 1998 | LINEAR                           |
| 59022 -              | 1998 SC100               | 26 settembre 1998 | LINEAR                           |
| 59023 -              | 1998 SV103               | 26 settembre 1998 | LINEAR                           |
| 59024 -              | 1998 SB106               | 26 settembre 1998 | LINEAR                           |
| 59025 -              | 1998 SX110               | 26 settembre 1998 | LINEAR                           |
| 59026 -              | 1998 SS111               | 26 settembre 1998 | LINEAR                           |
| 59027 -              | 1998 SO115               | 26 settembre 1998 | LINEAR                           |
| 59028 -              | 1998 SV117               | 26 settembre 1998 | LINEAR                           |
| 59029 -              | 1998 SP118               | 26 settembre 1998 | LINEAR                           |
| 59030 -              | 1998 SB122               | 26 settembre 1998 | LINEAR                           |
| 59031 -              | 1998 SM124               | 26 settembre 1998 | LINEAR                           |
| 59032 -              | 1998 SG125               | 26 settembre 1998 | LINEAR                           |
| 59033 -              | 1998 SQ127               | 26 settembre 1998 | LINEAR                           |
| 59034 -              | 1998 SO128               | 26 settembre 1998 | LINEAR                           |
| 59035 -              | 1998 SF134               | 26 settembre 1998 | LINEAR                           |
| 59036 -              | 1998 SD135               | 26 settembre 1998 | LINEAR                           |
| 59037 -              | 1998 SU140               | 26 settembre 1998 | LINEAR                           |
| 59038 -              | 1998 SG147               | 20 settembre 1998 | E. W. Elst                       |
| 59039 -              | 1998 SS156               | 26 settembre 1998 | LINEAR                           |
| 59040 -              | 1998 SR160               | 26 settembre 1998 | LINEAR                           |
| 59041 -              | 1998 SS161               | 26 settembre 1998 | LINEAR                           |
| 59042 -              | 1998 SW162               | 26 settembre 1998 | LINEAR                           |
| 59043 -              | 1998 SF167               | 27 settembre 1998 | LONEOS                           |
| 59044 -              | 1998 SV169               | 18 settembre 1998 | LONEOS                           |
| 59045 Gérardlemaitre | 1998 TR2                 | 13 ottobre 1998   | ODAS                             |
| 59046 -              | 1998 TW17                | 13 ottobre 1998   | K. Korlević                      |
| 59047 -              | 1998 TO19                | 15 ottobre 1998   | BAO Schmidt CCD Asteroid Program |
| 59048 -              | 1998 TH22                | 13 ottobre 1998   | Spacewatch                       |
| 59049 -              | 1998 TC31                | 10 ottobre 1998   | LONEOS                           |
| 59050 -              | 1998 TB33                | 14 ottobre 1998   | LONEOS                           |
| 59051 -              | 1998 TJ33                | 14 ottobre 1998   | LONEOS                           |
| 59052 -              | 1998 TV34                | 14 ottobre 1998   | LONEOS                           |
| 59053 -              | 1998 UU1                 | 20 ottobre 1998   | Spacewatch                       |
| 59054 -              | 1998 UY5                 | 22 ottobre 1998   | ODAS                             |
| 59055 -              | 1998 UQ7                 | 22 ottobre 1998   | K. Korlević                      |
| 59056 -              | 1998 UK16                | 22 ottobre 1998   | K. Korlević                      |
| 59057 -              | 1998 UO18                | 25 ottobre 1998   | T. Kobayashi                     |
| 59058 -              | 1998 UA19                | 27 ottobre 1998   | K. Korlević                      |
| 59059 -              | 1998 UZ22                | 30 ottobre 1998   | K. Korlević                      |
| 59060 -              | 1998 UE25                | 18 ottobre 1998   | E. W. Elst                       |
| 59061 -              | 1998 UP25                | 18 ottobre 1998   | E. W. Elst                       |
| 59062 -              | 1998 US25                | 18 ottobre 1998   | E. W. Elst                       |
| 59063 -              | 1998 UC32                | 27 ottobre 1998   | BAO Schmidt CCD Asteroid Program |
| 59064 -              | 1998 UB33                | 28 ottobre 1998   | LINEAR                           |
| 59065 -              | 1998 UB43                | 28 ottobre 1998   | LINEAR                           |
| 59066 -              | 1998 VY                  | 10 novembre 1998  | LINEAR                           |
| 59067 -              | 1998 VS1                 | 9 novembre 1998   | ODAS                             |
| 59068 -              | 1998 VZ1                 | 9 novembre 1998   | ODAS                             |
| 59069 -              | 1998 VX3                 | 11 novembre 1998  | ODAS                             |
| 59070 -              | 1998 VG6                 | 11 novembre 1998  | Y. Shimizu, T. Urata             |
| 59071 -              | 1998 VX7                 | 10 novembre 1998  | LINEAR                           |
| 59072 -              | 1998 VV9                 | 10 novembre 1998  | LINEAR                           |
| 59073 -              | 1998 VL13                | 10 novembre 1998  | LINEAR                           |
| 59074 -              | 1998 VN13                | 10 novembre 1998  | LINEAR                           |
| 59075 -              | 1998 VT13                | 10 novembre 1998  | LINEAR                           |
| 59076 -              | 1998 VT14                | 10 novembre 1998  | LINEAR                           |
| 59077 -              | 1998 VT15                | 10 novembre 1998  | LINEAR                           |
| 59078 -              | 1998 VT19                | 10 novembre 1998  | LINEAR                           |
| 59079 -              | 1998 VY19                | 10 novembre 1998  | LINEAR                           |
| 59080 -              | 1998 VU21                | 10 novembre 1998  | LINEAR                           |
| 59081 -              | 1998 VJ24                | 10 novembre 1998  | LINEAR                           |
| 59082 -              | 1998 VJ25                | 10 novembre 1998  | LINEAR                           |
| 59083 -              | 1998 VZ25                | 10 novembre 1998  | LINEAR                           |
| 59084 -              | 1998 VD26                | 10 novembre 1998  | LINEAR                           |
| 59085 -              | 1998 VK29                | 10 novembre 1998  | LINEAR                           |
| 59086 -              | 1998 VJ31                | 14 novembre 1998  | T. Kobayashi                     |
| 59087 Maccacaro      | 1998 VT33                | 15 novembre 1998  | P. Sicoli, F. Manca              |
| 59088 -              | 1998 VW35                | 9 novembre 1998   | BAO Schmidt CCD Asteroid Program |
| 59089 -              | 1998 VF38                | 10 novembre 1998  | LINEAR                           |
| 59090 -              | 1998 VZ41                | 14 novembre 1998  | Spacewatch                       |
| 59091 -              | 1998 VJ42                | 15 novembre 1998  | Spacewatch                       |
| 59092 -              | 1998 VT42                | 15 novembre 1998  | Spacewatch                       |
| 59093 -              | 1998 VE47                | 14 novembre 1998  | Spacewatch                       |
| 59094 -              | 1998 VM49                | 11 novembre 1998  | LINEAR                           |
| 59095 -              | 1998 WK                  | 16 novembre 1998  | P. G. Comba                      |
| 59096 -              | 1998 WT3                 | 18 novembre 1998  | S. Ueda, H. Kaneda               |
| 59097 -              | 1998 WD5                 | 20 novembre 1998  | P. R. Holvorcem                  |
| 59098 -              | 1998 WN7                 | 20 novembre 1998  | P. R. Holvorcem                  |
| 59099 -              | 1998 WS10                | 21 novembre 1998  | LINEAR                           |
| 59100 -              | 1998 WA11                | 21 novembre 1998  | LINEAR                           |

## 59101-59200
| Nome    | Designazione provvisoria | Data di scoperta | Scopritore                       |
| ------- | ------------------------ | ---------------- | -------------------------------- |
| 59101 - | 1998 WB13                | 21 novembre 1998 | LINEAR                           |
| 59102 - | 1998 WC14                | 21 novembre 1998 | LINEAR                           |
| 59103 - | 1998 WF15                | 21 novembre 1998 | LINEAR                           |
| 59104 - | 1998 WQ17                | 21 novembre 1998 | LINEAR                           |
| 59105 - | 1998 WP20                | 18 novembre 1998 | LINEAR                           |
| 59106 - | 1998 WF23                | 18 novembre 1998 | LINEAR                           |
| 59107 - | 1998 WF27                | 17 novembre 1998 | Spacewatch                       |
| 59108 - | 1998 WG27                | 17 novembre 1998 | Spacewatch                       |
| 59109 - | 1998 WT28                | 21 novembre 1998 | Spacewatch                       |
| 59110 - | 1998 WR31                | 29 novembre 1998 | T. Handley                       |
| 59111 - | 1998 WZ33                | 23 novembre 1998 | LONEOS                           |
| 59112 - | 1998 WN35                | 18 novembre 1998 | Spacewatch                       |
| 59113 - | 1998 XQ                  | 10 dicembre 1998 | Kleť                             |
| 59114 - | 1998 XQ2                 | 7 dicembre 1998  | A. Boattini, L. Tesi             |
| 59115 - | 1998 XG3                 | 8 dicembre 1998  | BAO Schmidt CCD Asteroid Program |
| 59116 - | 1998 XL3                 | 9 dicembre 1998  | T. Kobayashi                     |
| 59117 - | 1998 XQ3                 | 9 dicembre 1998  | T. Kobayashi                     |
| 59118 - | 1998 XS5                 | 8 dicembre 1998  | Spacewatch                       |
| 59119 - | 1998 XU5                 | 8 dicembre 1998  | Spacewatch                       |
| 59120 - | 1998 XT8                 | 11 dicembre 1998 | T. Kagawa                        |
| 59121 - | 1998 XR10                | 15 dicembre 1998 | ODAS                             |
| 59122 - | 1998 XJ15                | 15 dicembre 1998 | ODAS                             |
| 59123 - | 1998 XN16                | 14 dicembre 1998 | LINEAR                           |
| 59124 - | 1998 XJ19                | 10 dicembre 1998 | Spacewatch                       |
| 59125 - | 1998 XK20                | 10 dicembre 1998 | Spacewatch                       |
| 59126 - | 1998 XE25                | 13 dicembre 1998 | Spacewatch                       |
| 59127 - | 1998 XP25                | 13 dicembre 1998 | Spacewatch                       |
| 59128 - | 1998 XA26                | 14 dicembre 1998 | Spacewatch                       |
| 59129 - | 1998 XC27                | 15 dicembre 1998 | LINEAR                           |
| 59130 - | 1998 XU34                | 14 dicembre 1998 | LINEAR                           |
| 59131 - | 1998 XA38                | 14 dicembre 1998 | LINEAR                           |
| 59132 - | 1998 XM39                | 14 dicembre 1998 | LINEAR                           |
| 59133 - | 1998 XM41                | 14 dicembre 1998 | LINEAR                           |
| 59134 - | 1998 XR43                | 14 dicembre 1998 | LINEAR                           |
| 59135 - | 1998 XN46                | 14 dicembre 1998 | LINEAR                           |
| 59136 - | 1998 XZ49                | 14 dicembre 1998 | LINEAR                           |
| 59137 - | 1998 XY50                | 14 dicembre 1998 | LINEAR                           |
| 59138 - | 1998 XC52                | 14 dicembre 1998 | LINEAR                           |
| 59139 - | 1998 XS59                | 15 dicembre 1998 | LINEAR                           |
| 59140 - | 1998 XN60                | 15 dicembre 1998 | LINEAR                           |
| 59141 - | 1998 XE61                | 13 dicembre 1998 | Spacewatch                       |
| 59142 - | 1998 XD62                | 15 dicembre 1998 | Spacewatch                       |
| 59143 - | 1998 XT72                | 14 dicembre 1998 | LINEAR                           |
| 59144 - | 1998 XN73                | 14 dicembre 1998 | LINEAR                           |
| 59145 - | 1998 XX73                | 14 dicembre 1998 | LINEAR                           |
| 59146 - | 1998 XC74                | 14 dicembre 1998 | LINEAR                           |
| 59147 - | 1998 XG77                | 14 dicembre 1998 | LINEAR                           |
| 59148 - | 1998 XB78                | 15 dicembre 1998 | LINEAR                           |
| 59149 - | 1998 XA84                | 15 dicembre 1998 | LINEAR                           |
| 59150 - | 1998 XV90                | 15 dicembre 1998 | LINEAR                           |
| 59151 - | 1998 XK96                | 12 dicembre 1998 | O. A. Naranjo                    |
| 59152 - | 1998 XN97                | 8 dicembre 1998  | LONEOS                           |
| 59153 - | 1998 XV97                | 11 dicembre 1998 | LONEOS                           |
| 59154 - | 1998 XP98                | 13 dicembre 1998 | Spacewatch                       |
| 59155 - | 1998 XL99                | 15 dicembre 1998 | ODAS                             |
| 59156 - | 1998 YC3                 | 17 dicembre 1998 | T. Kobayashi                     |
| 59157 - | 1998 YC4                 | 19 dicembre 1998 | T. Kobayashi                     |
| 59158 - | 1998 YQ4                 | 20 dicembre 1998 | CSS                              |
| 59159 - | 1998 YX7                 | 24 dicembre 1998 | P. G. Comba                      |
| 59160 - | 1998 YF8                 | 24 dicembre 1998 | T. Kobayashi                     |
| 59161 - | 1998 YL10                | 27 dicembre 1998 | P. G. Comba                      |
| 59162 - | 1998 YX10                | 18 dicembre 1998 | ODAS                             |
| 59163 - | 1998 YX11                | 26 dicembre 1998 | T. Kobayashi                     |
| 59164 - | 1998 YG12                | 27 dicembre 1998 | T. Kobayashi                     |
| 59165 - | 1998 YY13                | 19 dicembre 1998 | Spacewatch                       |
| 59166 - | 1998 YZ18                | 25 dicembre 1998 | Spacewatch                       |
| 59167 - | 1998 YC19                | 25 dicembre 1998 | Spacewatch                       |
| 59168 - | 1998 YU19                | 25 dicembre 1998 | Spacewatch                       |
| 59169 - | 1998 YJ26                | 16 dicembre 1998 | LINEAR                           |
| 59170 - | 1998 YA27                | 16 dicembre 1998 | LINEAR                           |
| 59171 - | 1999 AP2                 | 9 gennaio 1999   | T. Kobayashi                     |
| 59172 - | 1999 AE3                 | 10 gennaio 1999  | W. R. Cooney Jr.                 |
| 59173 - | 1999 AC5                 | 11 gennaio 1999  | T. Kobayashi                     |
| 59174 - | 1999 AT5                 | 12 gennaio 1999  | T. Kobayashi                     |
| 59175 - | 1999 AF6                 | 15 gennaio 1999  | Spacewatch                       |
| 59176 - | 1999 AP7                 | 11 gennaio 1999  | K. Korlević                      |
| 59177 - | 1999 AT7                 | 11 gennaio 1999  | T. Kagawa                        |
| 59178 - | 1999 AF8                 | 13 gennaio 1999  | T. Kobayashi                     |
| 59179 - | 1999 AG8                 | 13 gennaio 1999  | T. Kobayashi                     |
| 59180 - | 1999 AP12                | 7 gennaio 1999   | Spacewatch                       |
| 59181 - | 1999 AB13                | 7 gennaio 1999   | Spacewatch                       |
| 59182 - | 1999 AR13                | 8 gennaio 1999   | Spacewatch                       |
| 59183 - | 1999 AP15                | 9 gennaio 1999   | Spacewatch                       |
| 59184 - | 1999 AR15                | 9 gennaio 1999   | Spacewatch                       |
| 59185 - | 1999 AT15                | 9 gennaio 1999   | Spacewatch                       |
| 59186 - | 1999 AK16                | 9 gennaio 1999   | Spacewatch                       |
| 59187 - | 1999 AP17                | 11 gennaio 1999  | Spacewatch                       |
| 59188 - | 1999 AJ18                | 11 gennaio 1999  | Spacewatch                       |
| 59189 - | 1999 AU19                | 13 gennaio 1999  | Spacewatch                       |
| 59190 - | 1999 AZ21                | 15 gennaio 1999  | K. Korlević                      |
| 59191 - | 1999 AS24                | 15 gennaio 1999  | ODAS                             |
| 59192 - | 1999 AU30                | 14 gennaio 1999  | Spacewatch                       |
| 59193 - | 1999 AJ31                | 14 gennaio 1999  | Spacewatch                       |
| 59194 - | 1999 BV1                 | 18 gennaio 1999  | K. Korlević                      |
| 59195 - | 1999 BG2                 | 19 gennaio 1999  | CSS                              |
| 59196 - | 1999 BN2                 | 19 gennaio 1999  | Spacewatch                       |
| 59197 - | 1999 BN3                 | 20 gennaio 1999  | Kleť                             |
| 59198 - | 1999 BT3                 | 19 gennaio 1999  | K. Korlević                      |
| 59199 - | 1999 BH6                 | 20 gennaio 1999  | ODAS                             |
| 59200 - | 1999 BS7                 | 21 gennaio 1999  | K. Korlević                      |

## 59201-59300
| Nome           | Designazione provvisoria | Data di scoperta | Scopritore                           |
| -------------- | ------------------------ | ---------------- | ------------------------------------ |
| 59201 -        | 1999 BW7                 | 21 gennaio 1999  | K. Korlević                          |
| 59202 -        | 1999 BB8                 | 21 gennaio 1999  | K. Korlević                          |
| 59203 -        | 1999 BC9                 | 22 gennaio 1999  | K. Korlević                          |
| 59204 -        | 1999 BF9                 | 22 gennaio 1999  | K. Korlević                          |
| 59205 -        | 1999 BD10                | 23 gennaio 1999  | K. Korlević                          |
| 59206 -        | 1999 BE10                | 23 gennaio 1999  | K. Korlević                          |
| 59207 -        | 1999 BD11                | 20 gennaio 1999  | ODAS                                 |
| 59208 -        | 1999 BW12                | 24 gennaio 1999  | K. Korlević                          |
| 59209 -        | 1999 BD13                | 24 gennaio 1999  | K. Korlević                          |
| 59210 -        | 1999 BJ13                | 25 gennaio 1999  | K. Korlević                          |
| 59211 -        | 1999 BS13                | 20 gennaio 1999  | ODAS                                 |
| 59212 -        | 1999 BU13                | 20 gennaio 1999  | ODAS                                 |
| 59213 -        | 1999 BO14                | 25 gennaio 1999  | D. K. Chesney                        |
| 59214 -        | 1999 BX14                | 20 gennaio 1999  | N. Kawasato                          |
| 59215 -        | 1999 BC15                | 21 gennaio 1999  | K. Korlević                          |
| 59216 -        | 1999 BG15                | 25 gennaio 1999  | K. Korlević                          |
| 59217 -        | 1999 BK19                | 16 gennaio 1999  | LINEAR                               |
| 59218 -        | 1999 BE20                | 16 gennaio 1999  | LINEAR                               |
| 59219 -        | 1999 BJ23                | 18 gennaio 1999  | LINEAR                               |
| 59220 -        | 1999 BX25                | 18 gennaio 1999  | LINEAR                               |
| 59221 -        | 1999 BU29                | 18 gennaio 1999  | Spacewatch                           |
| 59222 -        | 1999 BT31                | 19 gennaio 1999  | Spacewatch                           |
| 59223 -        | 1999 BV32                | 19 gennaio 1999  | Spacewatch                           |
| 59224 -        | 1999 BS34                | 19 gennaio 1999  | LINEAR                               |
| 59225 -        | 1999 CC                  | 4 febbraio 1999  | T. Kobayashi                         |
| 59226 -        | 1999 CE                  | 4 febbraio 1999  | T. Kobayashi                         |
| 59227 -        | 1999 CG                  | 4 febbraio 1999  | T. Kobayashi                         |
| 59228 -        | 1999 CH                  | 4 febbraio 1999  | T. Kobayashi                         |
| 59229 -        | 1999 CQ                  | 5 febbraio 1999  | T. Kobayashi                         |
| 59230 -        | 1999 CY                  | 5 febbraio 1999  | T. Kobayashi                         |
| 59231 -        | 1999 CZ                  | 5 febbraio 1999  | T. Kobayashi                         |
| 59232 Sfiligoi | 1999 CA1                 | 6 febbraio 1999  | Farra d'Isonzo                       |
| 59233 -        | 1999 CH1                 | 6 febbraio 1999  | T. Kobayashi                         |
| 59234 -        | 1999 CR1                 | 7 febbraio 1999  | T. Kobayashi                         |
| 59235 -        | 1999 CV1                 | 7 febbraio 1999  | T. Kobayashi                         |
| 59236 -        | 1999 CD2                 | 8 febbraio 1999  | T. Kobayashi                         |
| 59237 -        | 1999 CF2                 | 8 febbraio 1999  | L. Šarounová                         |
| 59238 Lilin    | 1999 CN2                 | 5 febbraio 1999  | Beijing Schmidt CCD Asteroid Program |
| 59239 Alhazen  | 1999 CR2                 | 7 febbraio 1999  | S. Sposetti                          |
| 59240 -        | 1999 CY2                 | 7 febbraio 1999  | A. Boattini                          |
| 59241 -        | 1999 CC4                 | 6 febbraio 1999  | Beijing Schmidt CCD Asteroid Program |
| 59242 -        | 1999 CS4                 | 12 febbraio 1999 | K. Korlević                          |
| 59243 -        | 1999 CZ4                 | 12 febbraio 1999 | T. Urata                             |
| 59244 -        | 1999 CG6                 | 10 febbraio 1999 | LINEAR                               |
| 59245 -        | 1999 CT7                 | 10 febbraio 1999 | LINEAR                               |
| 59246 -        | 1999 CQ8                 | 12 febbraio 1999 | K. Korlević                          |
| 59247 -        | 1999 CU11                | 12 febbraio 1999 | LINEAR                               |
| 59248 -        | 1999 CG13                | 14 febbraio 1999 | ODAS                                 |
| 59249 -        | 1999 CZ15                | 11 febbraio 1999 | LINEAR                               |
| 59250 -        | 1999 CD16                | 11 febbraio 1999 | LINEAR                               |
| 59251 -        | 1999 CG21                | 10 febbraio 1999 | LINEAR                               |
| 59252 -        | 1999 CE25                | 10 febbraio 1999 | LINEAR                               |
| 59253 -        | 1999 CH25                | 10 febbraio 1999 | LINEAR                               |
| 59254 -        | 1999 CL25                | 10 febbraio 1999 | LINEAR                               |
| 59255 -        | 1999 CB26                | 10 febbraio 1999 | LINEAR                               |
| 59256 -        | 1999 CG27                | 10 febbraio 1999 | LINEAR                               |
| 59257 -        | 1999 CO27                | 10 febbraio 1999 | LINEAR                               |
| 59258 -        | 1999 CD29                | 10 febbraio 1999 | LINEAR                               |
| 59259 -        | 1999 CP29                | 10 febbraio 1999 | LINEAR                               |
| 59260 -        | 1999 CR29                | 10 febbraio 1999 | LINEAR                               |
| 59261 -        | 1999 CX29                | 10 febbraio 1999 | LINEAR                               |
| 59262 -        | 1999 CY29                | 10 febbraio 1999 | LINEAR                               |
| 59263 -        | 1999 CK30                | 10 febbraio 1999 | LINEAR                               |
| 59264 -        | 1999 CL30                | 10 febbraio 1999 | LINEAR                               |
| 59265 -        | 1999 CJ31                | 10 febbraio 1999 | LINEAR                               |
| 59266 -        | 1999 CD32                | 10 febbraio 1999 | LINEAR                               |
| 59267 -        | 1999 CR32                | 10 febbraio 1999 | LINEAR                               |
| 59268 -        | 1999 CU34                | 10 febbraio 1999 | LINEAR                               |
| 59269 -        | 1999 CL36                | 10 febbraio 1999 | LINEAR                               |
| 59270 -        | 1999 CT37                | 10 febbraio 1999 | LINEAR                               |
| 59271 -        | 1999 CG38                | 10 febbraio 1999 | LINEAR                               |
| 59272 -        | 1999 CN38                | 10 febbraio 1999 | LINEAR                               |
| 59273 -        | 1999 CG39                | 10 febbraio 1999 | LINEAR                               |
| 59274 -        | 1999 CL42                | 10 febbraio 1999 | LINEAR                               |
| 59275 -        | 1999 CC43                | 10 febbraio 1999 | LINEAR                               |
| 59276 -        | 1999 CF45                | 10 febbraio 1999 | LINEAR                               |
| 59277 -        | 1999 CG45                | 10 febbraio 1999 | LINEAR                               |
| 59278 -        | 1999 CT45                | 10 febbraio 1999 | LINEAR                               |
| 59279 -        | 1999 CA46                | 10 febbraio 1999 | LINEAR                               |
| 59280 -        | 1999 CL48                | 10 febbraio 1999 | LINEAR                               |
| 59281 -        | 1999 CX48                | 10 febbraio 1999 | LINEAR                               |
| 59282 -        | 1999 CG49                | 10 febbraio 1999 | LINEAR                               |
| 59283 -        | 1999 CF50                | 10 febbraio 1999 | LINEAR                               |
| 59284 -        | 1999 CM50                | 10 febbraio 1999 | LINEAR                               |
| 59285 -        | 1999 CP50                | 10 febbraio 1999 | LINEAR                               |
| 59286 -        | 1999 CV51                | 10 febbraio 1999 | LINEAR                               |
| 59287 -        | 1999 CC54                | 10 febbraio 1999 | LINEAR                               |
| 59288 -        | 1999 CQ54                | 10 febbraio 1999 | LINEAR                               |
| 59289 -        | 1999 CA55                | 10 febbraio 1999 | LINEAR                               |
| 59290 -        | 1999 CC55                | 10 febbraio 1999 | LINEAR                               |
| 59291 -        | 1999 CJ56                | 10 febbraio 1999 | LINEAR                               |
| 59292 -        | 1999 CN56                | 10 febbraio 1999 | LINEAR                               |
| 59293 -        | 1999 CM57                | 10 febbraio 1999 | LINEAR                               |
| 59294 -        | 1999 CY58                | 10 febbraio 1999 | LINEAR                               |
| 59295 -        | 1999 CK59                | 10 febbraio 1999 | LINEAR                               |
| 59296 -        | 1999 CU64                | 12 febbraio 1999 | LINEAR                               |
| 59297 -        | 1999 CD66                | 12 febbraio 1999 | LINEAR                               |
| 59298 -        | 1999 CQ66                | 12 febbraio 1999 | LINEAR                               |
| 59299 -        | 1999 CE68                | 12 febbraio 1999 | LINEAR                               |
| 59300 -        | 1999 CW71                | 12 febbraio 1999 | LINEAR                               |

## 59301-59400
| Nome                 | Designazione provvisoria | Data di scoperta | Scopritore                              |
| -------------------- | ------------------------ | ---------------- | --------------------------------------- |
| 59301 -              | 1999 CB73                | 12 febbraio 1999 | LINEAR                                  |
| 59302 -              | 1999 CF74                | 12 febbraio 1999 | LINEAR                                  |
| 59303 -              | 1999 CX75                | 12 febbraio 1999 | LINEAR                                  |
| 59304 -              | 1999 CJ76                | 12 febbraio 1999 | LINEAR                                  |
| 59305 -              | 1999 CD78                | 12 febbraio 1999 | LINEAR                                  |
| 59306 -              | 1999 CN79                | 12 febbraio 1999 | LINEAR                                  |
| 59307 -              | 1999 CT79                | 12 febbraio 1999 | LINEAR                                  |
| 59308 -              | 1999 CQ83                | 10 febbraio 1999 | LINEAR                                  |
| 59309 -              | 1999 CY84                | 10 febbraio 1999 | LINEAR                                  |
| 59310 -              | 1999 CA87                | 10 febbraio 1999 | LINEAR                                  |
| 59311 -              | 1999 CJ87                | 10 febbraio 1999 | LINEAR                                  |
| 59312 -              | 1999 CR87                | 10 febbraio 1999 | LINEAR                                  |
| 59313 -              | 1999 CF88                | 10 febbraio 1999 | LINEAR                                  |
| 59314 -              | 1999 CP88                | 10 febbraio 1999 | LINEAR                                  |
| 59315 -              | 1999 CC89                | 10 febbraio 1999 | LINEAR                                  |
| 59316 -              | 1999 CL89                | 10 febbraio 1999 | LINEAR                                  |
| 59317 -              | 1999 CN89                | 10 febbraio 1999 | LINEAR                                  |
| 59318 -              | 1999 CB90                | 10 febbraio 1999 | LINEAR                                  |
| 59319 -              | 1999 CT91                | 10 febbraio 1999 | LINEAR                                  |
| 59320 -              | 1999 CH92                | 10 febbraio 1999 | LINEAR                                  |
| 59321 -              | 1999 CF93                | 10 febbraio 1999 | LINEAR                                  |
| 59322 -              | 1999 CB95                | 10 febbraio 1999 | LINEAR                                  |
| 59323 -              | 1999 CS95                | 10 febbraio 1999 | LINEAR                                  |
| 59324 -              | 1999 CF97                | 10 febbraio 1999 | LINEAR                                  |
| 59325 -              | 1999 CZ97                | 10 febbraio 1999 | LINEAR                                  |
| 59326 -              | 1999 CO98                | 10 febbraio 1999 | LINEAR                                  |
| 59327 -              | 1999 CG99                | 10 febbraio 1999 | LINEAR                                  |
| 59328 -              | 1999 CM102               | 12 febbraio 1999 | LINEAR                                  |
| 59329 -              | 1999 CN102               | 12 febbraio 1999 | LINEAR                                  |
| 59330 -              | 1999 CW103               | 12 febbraio 1999 | LINEAR                                  |
| 59331 -              | 1999 CC104               | 12 febbraio 1999 | LINEAR                                  |
| 59332 -              | 1999 CQ104               | 12 febbraio 1999 | LINEAR                                  |
| 59333 -              | 1999 CM105               | 12 febbraio 1999 | LINEAR                                  |
| 59334 -              | 1999 CY105               | 12 febbraio 1999 | LINEAR                                  |
| 59335 -              | 1999 CR106               | 12 febbraio 1999 | LINEAR                                  |
| 59336 -              | 1999 CR110               | 12 febbraio 1999 | LINEAR                                  |
| 59337 -              | 1999 CT111               | 12 febbraio 1999 | LINEAR                                  |
| 59338 -              | 1999 CV111               | 12 febbraio 1999 | LINEAR                                  |
| 59339 -              | 1999 CT113               | 12 febbraio 1999 | LINEAR                                  |
| 59340 -              | 1999 CV116               | 12 febbraio 1999 | LINEAR                                  |
| 59341 -              | 1999 CY116               | 12 febbraio 1999 | LINEAR                                  |
| 59342 -              | 1999 CS118               | 9 febbraio 1999  | BAO Schmidt CCD Asteroid Program        |
| 59343 -              | 1999 CA123               | 11 febbraio 1999 | LINEAR                                  |
| 59344 -              | 1999 CW123               | 11 febbraio 1999 | LINEAR                                  |
| 59345 -              | 1999 CK135               | 8 febbraio 1999  | Spacewatch                              |
| 59346 -              | 1999 CC137               | 9 febbraio 1999  | Spacewatch                              |
| 59347 -              | 1999 CX137               | 9 febbraio 1999  | Spacewatch                              |
| 59348 -              | 1999 CU141               | 10 febbraio 1999 | Spacewatch                              |
| 59349 -              | 1999 CN142               | 10 febbraio 1999 | Spacewatch                              |
| 59350 -              | 1999 CT142               | 10 febbraio 1999 | Spacewatch                              |
| 59351 -              | 1999 CQ145               | 8 febbraio 1999  | Spacewatch                              |
| 59352 -              | 1999 CH147               | 9 febbraio 1999  | Spacewatch                              |
| 59353 -              | 1999 CE151               | 9 febbraio 1999  | Spacewatch                              |
| 59354 -              | 1999 CF152               | 12 febbraio 1999 | Spacewatch                              |
| 59355 -              | 1999 CL153               | 14 febbraio 1999 | Spacewatch                              |
| 59356 -              | 1999 CX153               | 13 febbraio 1999 | LONEOS                                  |
| 59357 -              | 1999 CB154               | 14 febbraio 1999 | LONEOS                                  |
| 59358 -              | 1999 CL158               | 11 febbraio 1999 | J. X. Luu, C. A. Trujillo, D. C. Jewitt |
| 59359 -              | 1999 DV                  | 16 febbraio 1999 | T. Kagawa                               |
| 59360 -              | 1999 DY1                 | 18 febbraio 1999 | NEAT                                    |
| 59361 -              | 1999 DW2                 | 20 febbraio 1999 | T. Urata                                |
| 59362 -              | 1999 DO5                 | 17 febbraio 1999 | LINEAR                                  |
| 59363 -              | 1999 DP7                 | 18 febbraio 1999 | LONEOS                                  |
| 59364 -              | 1999 DS7                 | 18 febbraio 1999 | LONEOS                                  |
| 59365 -              | 1999 EM                  | 9 marzo 1999     | C. W. Juels                             |
| 59366 -              | 1999 EE3                 | 12 marzo 1999    | P. G. Comba                             |
| 59367 -              | 1999 EQ3                 | 15 marzo 1999    | P. G. Comba                             |
| 59368 -              | 1999 EP4                 | 12 marzo 1999    | Spacewatch                              |
| 59369 Chanco         | 1999 EB5                 | 11 marzo 1999    | T. Pauwels                              |
| 59370 -              | 1999 EK5                 | 15 marzo 1999    | R. G. Sandness                          |
| 59371 -              | 1999 EY6                 | 14 marzo 1999    | Spacewatch                              |
| 59372 -              | 1999 EP8                 | 14 marzo 1999    | Spacewatch                              |
| 59373 -              | 1999 ET10                | 14 marzo 1999    | Spacewatch                              |
| 59374 -              | 1999 EO12                | 15 marzo 1999    | LINEAR                                  |
| 59375 -              | 1999 EQ13                | 10 marzo 1999    | Spacewatch                              |
| 59376 -              | 1999 FK                  | 17 marzo 1999    | Farra d'Isonzo                          |
| 59377 -              | 1999 FF1                 | 17 marzo 1999    | ODAS                                    |
| 59378 -              | 1999 FV3                 | 19 marzo 1999    | A. Galád, J. Tóth                       |
| 59379 -              | 1999 FO4                 | 17 marzo 1999    | Spacewatch                              |
| 59380 -              | 1999 FA5                 | 17 marzo 1999    | Spacewatch                              |
| 59381 -              | 1999 FZ5                 | 16 marzo 1999    | ODAS                                    |
| 59382 -              | 1999 FP6                 | 17 marzo 1999    | ODAS                                    |
| 59383 -              | 1999 FY9                 | 22 marzo 1999    | LONEOS                                  |
| 59384 -              | 1999 FH10                | 22 marzo 1999    | L. Tesi, A. Boattini                    |
| 59385 -              | 1999 FH15                | 19 marzo 1999    | Spacewatch                              |
| 59386 -              | 1999 FJ17                | 23 marzo 1999    | Spacewatch                              |
| 59387 -              | 1999 FZ17                | 23 marzo 1999    | Spacewatch                              |
| 59388 Monod          | 1999 FU19                | 24 marzo 1999    | M. M. M. Santangelo                     |
| 59389 Oskarvonmiller | 1999 FF21                | 24 marzo 1999    | L. Kornoš, J. Tóth                      |
| 59390 Habermas       | 1999 FR21                | 24 marzo 1999    | M. M. M. Santangelo                     |
| 59391 -              | 1999 FC22                | 19 marzo 1999    | LINEAR                                  |
| 59392 -              | 1999 FD23                | 19 marzo 1999    | LINEAR                                  |
| 59393 -              | 1999 FG23                | 19 marzo 1999    | LINEAR                                  |
| 59394 -              | 1999 FZ23                | 19 marzo 1999    | LINEAR                                  |
| 59395 -              | 1999 FM25                | 19 marzo 1999    | LINEAR                                  |
| 59396 -              | 1999 FY25                | 19 marzo 1999    | LINEAR                                  |
| 59397 -              | 1999 FT26                | 19 marzo 1999    | LINEAR                                  |
| 59398 -              | 1999 FF29                | 19 marzo 1999    | LINEAR                                  |
| 59399 -              | 1999 FK30                | 19 marzo 1999    | LINEAR                                  |
| 59400 -              | 1999 FH31                | 19 marzo 1999    | LINEAR                                  |

## 59401-59500
| Nome              | Designazione provvisoria | Data di scoperta | Scopritore                       |
| ----------------- | ------------------------ | ---------------- | -------------------------------- |
| 59401 -           | 1999 FC32                | 19 marzo 1999    | LINEAR                           |
| 59402 -           | 1999 FR32                | 23 marzo 1999    | K. Korlević                      |
| 59403 -           | 1999 FV34                | 19 marzo 1999    | LINEAR                           |
| 59404 -           | 1999 FW34                | 19 marzo 1999    | LINEAR                           |
| 59405 -           | 1999 FA35                | 19 marzo 1999    | LINEAR                           |
| 59406 -           | 1999 FM35                | 20 marzo 1999    | LINEAR                           |
| 59407 -           | 1999 FC38                | 20 marzo 1999    | LINEAR                           |
| 59408 -           | 1999 FL40                | 20 marzo 1999    | LINEAR                           |
| 59409 -           | 1999 FX42                | 20 marzo 1999    | LINEAR                           |
| 59410 -           | 1999 FH50                | 20 marzo 1999    | LINEAR                           |
| 59411 -           | 1999 FX50                | 20 marzo 1999    | LINEAR                           |
| 59412 -           | 1999 FU51                | 20 marzo 1999    | LINEAR                           |
| 59413 -           | 1999 FN58                | 20 marzo 1999    | LINEAR                           |
| 59414 -           | 1999 FP62                | 22 marzo 1999    | LONEOS                           |
| 59415 -           | 1999 GJ                  | 4 aprile 1999    | A. Galád, J. Tóth                |
| 59416 -           | 1999 GM                  | 5 aprile 1999    | K. Korlević                      |
| 59417 Giocasilli  | 1999 GD1                 | 5 aprile 1999    | A. Boattini, L. Tesi             |
| 59418 -           | 1999 GJ1                 | 7 aprile 1999    | T. Kobayashi                     |
| 59419 Prešov      | 1999 GE2                 | 9 aprile 1999    | L. Kornoš, Š. Gajdoš             |
| 59420 -           | 1999 GR2                 | 9 aprile 1999    | J. M. Roe                        |
| 59421 -           | 1999 GV3                 | 5 aprile 1999    | G. D'Abramo, A. Boattini         |
| 59422 -           | 1999 GD4                 | 12 aprile 1999   | F. B. Zoltowski                  |
| 59423 -           | 1999 GE4                 | 12 aprile 1999   | F. B. Zoltowski                  |
| 59424 -           | 1999 GP4                 | 10 aprile 1999   | K. Korlević                      |
| 59425 Xuyangsheng | 1999 GJ5                 | 7 aprile 1999    | BAO Schmidt CCD Asteroid Program |
| 59426 -           | 1999 GS5                 | 15 aprile 1999   | C. W. Juels                      |
| 59427 -           | 1999 GM6                 | 14 aprile 1999   | BAO Schmidt CCD Asteroid Program |
| 59428 -           | 1999 GK7                 | 7 aprile 1999    | LONEOS                           |
| 59429 -           | 1999 GK8                 | 9 aprile 1999    | LONEOS                           |
| 59430 -           | 1999 GT12                | 12 aprile 1999   | Spacewatch                       |
| 59431 -           | 1999 GG13                | 12 aprile 1999   | Spacewatch                       |
| 59432 -           | 1999 GW14                | 14 aprile 1999   | Spacewatch                       |
| 59433 -           | 1999 GH17                | 15 aprile 1999   | LINEAR                           |
| 59434 -           | 1999 GR18                | 15 aprile 1999   | LINEAR                           |
| 59435 -           | 1999 GE20                | 15 aprile 1999   | LINEAR                           |
| 59436 -           | 1999 GE21                | 15 aprile 1999   | LINEAR                           |
| 59437 -           | 1999 GY21                | 7 aprile 1999    | LINEAR                           |
| 59438 -           | 1999 GA22                | 7 aprile 1999    | LINEAR                           |
| 59439 -           | 1999 GS23                | 6 aprile 1999    | LINEAR                           |
| 59440 -           | 1999 GL24                | 6 aprile 1999    | LINEAR                           |
| 59441 -           | 1999 GZ29                | 7 aprile 1999    | LINEAR                           |
| 59442 -           | 1999 GS30                | 7 aprile 1999    | LINEAR                           |
| 59443 -           | 1999 GV30                | 7 aprile 1999    | LINEAR                           |
| 59444 -           | 1999 GY30                | 7 aprile 1999    | LINEAR                           |
| 59445 -           | 1999 GJ32                | 7 aprile 1999    | LINEAR                           |
| 59446 -           | 1999 GO32                | 7 aprile 1999    | LINEAR                           |
| 59447 -           | 1999 GV32                | 10 aprile 1999   | LINEAR                           |
| 59448 -           | 1999 GC33                | 12 aprile 1999   | LINEAR                           |
| 59449 -           | 1999 GH33                | 12 aprile 1999   | LINEAR                           |
| 59450 -           | 1999 GW33                | 12 aprile 1999   | LINEAR                           |
| 59451 -           | 1999 GX33                | 12 aprile 1999   | LINEAR                           |
| 59452 -           | 1999 GS34                | 6 aprile 1999    | LINEAR                           |
| 59453 -           | 1999 GN35                | 7 aprile 1999    | LINEAR                           |
| 59454 -           | 1999 GO35                | 7 aprile 1999    | LINEAR                           |
| 59455 -           | 1999 GK36                | 7 aprile 1999    | LINEAR                           |
| 59456 -           | 1999 GJ38                | 12 aprile 1999   | LINEAR                           |
| 59457 -           | 1999 GF39                | 12 aprile 1999   | LINEAR                           |
| 59458 -           | 1999 GM41                | 12 aprile 1999   | LINEAR                           |
| 59459 -           | 1999 GV42                | 12 aprile 1999   | LINEAR                           |
| 59460 -           | 1999 GR43                | 12 aprile 1999   | LINEAR                           |
| 59461 -           | 1999 GO45                | 12 aprile 1999   | LINEAR                           |
| 59462 -           | 1999 GQ45                | 12 aprile 1999   | LINEAR                           |
| 59463 -           | 1999 GV45                | 12 aprile 1999   | LINEAR                           |
| 59464 -           | 1999 GM50                | 10 aprile 1999   | LONEOS                           |
| 59465 -           | 1999 GS51                | 11 aprile 1999   | LONEOS                           |
| 59466 -           | 1999 GE54                | 13 aprile 1999   | Spacewatch                       |
| 59467 -           | 1999 GQ57                | 6 aprile 1999    | LINEAR                           |
| 59468 -           | 1999 GH61                | 15 aprile 1999   | LINEAR                           |
| 59469 -           | 1999 GJ61                | 15 aprile 1999   | LINEAR                           |
| 59470 Paveltoufar | 1999 HM                  | 17 aprile 1999   | P. Pravec                        |
| 59471 -           | 1999 HP                  | 17 aprile 1999   | F. B. Zoltowski                  |
| 59472 -           | 1999 HX                  | 19 aprile 1999   | J. Broughton                     |
| 59473 -           | 1999 HT1                 | 19 aprile 1999   | LINEAR                           |
| 59474 -           | 1999 HK2                 | 20 aprile 1999   | K. Korlević, M. Jurić            |
| 59475 -           | 1999 HN2                 | 19 aprile 1999   | K. Korlević, M. Jurić            |
| 59476 -           | 1999 HQ2                 | 21 aprile 1999   | J. B. Child                      |
| 59477 -           | 1999 HP3                 | 18 aprile 1999   | CSS                              |
| 59478 -           | 1999 HR4                 | 16 aprile 1999   | Spacewatch                       |
| 59479 -           | 1999 HX5                 | 17 aprile 1999   | Spacewatch                       |
| 59480 -           | 1999 HJ7                 | 19 aprile 1999   | Spacewatch                       |
| 59481 -           | 1999 HX8                 | 17 aprile 1999   | LINEAR                           |
| 59482 -           | 1999 HP10                | 17 aprile 1999   | LINEAR                           |
| 59483 -           | 1999 HN11                | 16 aprile 1999   | CSS                              |
| 59484 -           | 1999 JJ                  | 6 maggio 1999    | LINEAR                           |
| 59485 -           | 1999 JR                  | 4 maggio 1999    | BAO Schmidt CCD Asteroid Program |
| 59486 -           | 1999 JV                  | 5 maggio 1999    | BAO Schmidt CCD Asteroid Program |
| 59487 -           | 1999 JZ1                 | 8 maggio 1999    | CSS                              |
| 59488 -           | 1999 JE2                 | 8 maggio 1999    | CSS                              |
| 59489 -           | 1999 JQ2                 | 8 maggio 1999    | CSS                              |
| 59490 -           | 1999 JD4                 | 10 maggio 1999   | LINEAR                           |
| 59491 -           | 1999 JO4                 | 10 maggio 1999   | LINEAR                           |
| 59492 -           | 1999 JU4                 | 10 maggio 1999   | LINEAR                           |
| 59493 -           | 1999 JG5                 | 10 maggio 1999   | LINEAR                           |
| 59494 -           | 1999 JN5                 | 10 maggio 1999   | LINEAR                           |
| 59495 -           | 1999 JB6                 | 6 maggio 1999    | À. López, R. Pacheco             |
| 59496 -           | 1999 JY6                 | 8 maggio 1999    | CSS                              |
| 59497 -           | 1999 JJ7                 | 8 maggio 1999    | CSS                              |
| 59498 -           | 1999 JG8                 | 12 maggio 1999   | LINEAR                           |
| 59499 -           | 1999 JP8                 | 14 maggio 1999   | CSS                              |
| 59500 -           | 1999 JT8                 | 14 maggio 1999   | J. Broughton                     |

## 59501-59600
| Nome    | Designazione provvisoria | Data di scoperta | Scopritore  |
| ------- | ------------------------ | ---------------- | ----------- |
| 59501 - | 1999 JB9                 | 7 maggio 1999    | CSS         |
| 59502 - | 1999 JR9                 | 8 maggio 1999    | CSS         |
| 59503 - | 1999 JU9                 | 8 maggio 1999    | CSS         |
| 59504 - | 1999 JY9                 | 8 maggio 1999    | CSS         |
| 59505 - | 1999 JW10                | 9 maggio 1999    | CSS         |
| 59506 - | 1999 JD11                | 9 maggio 1999    | K. Korlević |
| 59507 - | 1999 JW12                | 14 maggio 1999   | CSS         |
| 59508 - | 1999 JP13                | 10 maggio 1999   | LINEAR      |
| 59509 - | 1999 JR13                | 10 maggio 1999   | LINEAR      |
| 59510 - | 1999 JY13                | 10 maggio 1999   | LINEAR      |
| 59511 - | 1999 JP14                | 10 maggio 1999   | LINEAR      |
| 59512 - | 1999 JW14                | 10 maggio 1999   | LINEAR      |
| 59513 - | 1999 JX14                | 10 maggio 1999   | LINEAR      |
| 59514 - | 1999 JY14                | 12 maggio 1999   | LINEAR      |
| 59515 - | 1999 JP15                | 15 maggio 1999   | CSS         |
| 59516 - | 1999 JX15                | 10 maggio 1999   | LINEAR      |
| 59517 - | 1999 JA16                | 15 maggio 1999   | Spacewatch  |
| 59518 - | 1999 JX17                | 10 maggio 1999   | LINEAR      |
| 59519 - | 1999 JK18                | 10 maggio 1999   | LINEAR      |
| 59520 - | 1999 JY18                | 10 maggio 1999   | LINEAR      |
| 59521 - | 1999 JS20                | 10 maggio 1999   | LINEAR      |
| 59522 - | 1999 JR21                | 10 maggio 1999   | LINEAR      |
| 59523 - | 1999 JM22                | 10 maggio 1999   | LINEAR      |
| 59524 - | 1999 JU22                | 10 maggio 1999   | LINEAR      |
| 59525 - | 1999 JE23                | 10 maggio 1999   | LINEAR      |
| 59526 - | 1999 JS23                | 10 maggio 1999   | LINEAR      |
| 59527 - | 1999 JE24                | 10 maggio 1999   | LINEAR      |
| 59528 - | 1999 JK24                | 10 maggio 1999   | LINEAR      |
| 59529 - | 1999 JT24                | 10 maggio 1999   | LINEAR      |
| 59530 - | 1999 JU24                | 10 maggio 1999   | LINEAR      |
| 59531 - | 1999 JW25                | 10 maggio 1999   | LINEAR      |
| 59532 - | 1999 JD26                | 10 maggio 1999   | LINEAR      |
| 59533 - | 1999 JT26                | 10 maggio 1999   | LINEAR      |
| 59534 - | 1999 JH27                | 10 maggio 1999   | LINEAR      |
| 59535 - | 1999 JQ27                | 10 maggio 1999   | LINEAR      |
| 59536 - | 1999 JP28                | 10 maggio 1999   | LINEAR      |
| 59537 - | 1999 JQ29                | 10 maggio 1999   | LINEAR      |
| 59538 - | 1999 JR29                | 10 maggio 1999   | LINEAR      |
| 59539 - | 1999 JU30                | 10 maggio 1999   | LINEAR      |
| 59540 - | 1999 JC31                | 10 maggio 1999   | LINEAR      |
| 59541 - | 1999 JE31                | 10 maggio 1999   | LINEAR      |
| 59542 - | 1999 JG31                | 10 maggio 1999   | LINEAR      |
| 59543 - | 1999 JU31                | 10 maggio 1999   | LINEAR      |
| 59544 - | 1999 JH32                | 10 maggio 1999   | LINEAR      |
| 59545 - | 1999 JZ32                | 10 maggio 1999   | LINEAR      |
| 59546 - | 1999 JV34                | 10 maggio 1999   | LINEAR      |
| 59547 - | 1999 JS35                | 10 maggio 1999   | LINEAR      |
| 59548 - | 1999 JU35                | 10 maggio 1999   | LINEAR      |
| 59549 - | 1999 JE36                | 10 maggio 1999   | LINEAR      |
| 59550 - | 1999 JH37                | 10 maggio 1999   | LINEAR      |
| 59551 - | 1999 JL37                | 10 maggio 1999   | LINEAR      |
| 59552 - | 1999 JM38                | 10 maggio 1999   | LINEAR      |
| 59553 - | 1999 JP40                | 10 maggio 1999   | LINEAR      |
| 59554 - | 1999 JW40                | 10 maggio 1999   | LINEAR      |
| 59555 - | 1999 JE41                | 10 maggio 1999   | LINEAR      |
| 59556 - | 1999 JF41                | 10 maggio 1999   | LINEAR      |
| 59557 - | 1999 JH41                | 10 maggio 1999   | LINEAR      |
| 59558 - | 1999 JR41                | 10 maggio 1999   | LINEAR      |
| 59559 - | 1999 JD42                | 10 maggio 1999   | LINEAR      |
| 59560 - | 1999 JG42                | 10 maggio 1999   | LINEAR      |
| 59561 - | 1999 JQ42                | 10 maggio 1999   | LINEAR      |
| 59562 - | 1999 JK43                | 10 maggio 1999   | LINEAR      |
| 59563 - | 1999 JO45                | 10 maggio 1999   | LINEAR      |
| 59564 - | 1999 JR46                | 10 maggio 1999   | LINEAR      |
| 59565 - | 1999 JT46                | 10 maggio 1999   | LINEAR      |
| 59566 - | 1999 JU46                | 10 maggio 1999   | LINEAR      |
| 59567 - | 1999 JU47                | 10 maggio 1999   | LINEAR      |
| 59568 - | 1999 JW47                | 10 maggio 1999   | LINEAR      |
| 59569 - | 1999 JJ48                | 10 maggio 1999   | LINEAR      |
| 59570 - | 1999 JX48                | 10 maggio 1999   | LINEAR      |
| 59571 - | 1999 JY48                | 10 maggio 1999   | LINEAR      |
| 59572 - | 1999 JA49                | 10 maggio 1999   | LINEAR      |
| 59573 - | 1999 JK49                | 10 maggio 1999   | LINEAR      |
| 59574 - | 1999 JE50                | 10 maggio 1999   | LINEAR      |
| 59575 - | 1999 JB51                | 10 maggio 1999   | LINEAR      |
| 59576 - | 1999 JM51                | 10 maggio 1999   | LINEAR      |
| 59577 - | 1999 JS51                | 10 maggio 1999   | LINEAR      |
| 59578 - | 1999 JA53                | 10 maggio 1999   | LINEAR      |
| 59579 - | 1999 JO53                | 10 maggio 1999   | LINEAR      |
| 59580 - | 1999 JC54                | 10 maggio 1999   | LINEAR      |
| 59581 - | 1999 JD54                | 10 maggio 1999   | LINEAR      |
| 59582 - | 1999 JE55                | 10 maggio 1999   | LINEAR      |
| 59583 - | 1999 JM55                | 10 maggio 1999   | LINEAR      |
| 59584 - | 1999 JT55                | 10 maggio 1999   | LINEAR      |
| 59585 - | 1999 JV55                | 10 maggio 1999   | LINEAR      |
| 59586 - | 1999 JB56                | 10 maggio 1999   | LINEAR      |
| 59587 - | 1999 JJ56                | 10 maggio 1999   | LINEAR      |
| 59588 - | 1999 JL56                | 10 maggio 1999   | LINEAR      |
| 59589 - | 1999 JU56                | 10 maggio 1999   | LINEAR      |
| 59590 - | 1999 JL57                | 10 maggio 1999   | LINEAR      |
| 59591 - | 1999 JR58                | 10 maggio 1999   | LINEAR      |
| 59592 - | 1999 JW58                | 10 maggio 1999   | LINEAR      |
| 59593 - | 1999 JY58                | 10 maggio 1999   | LINEAR      |
| 59594 - | 1999 JG59                | 10 maggio 1999   | LINEAR      |
| 59595 - | 1999 JK60                | 10 maggio 1999   | LINEAR      |
| 59596 - | 1999 JR60                | 10 maggio 1999   | LINEAR      |
| 59597 - | 1999 JY60                | 10 maggio 1999   | LINEAR      |
| 59598 - | 1999 JL61                | 10 maggio 1999   | LINEAR      |
| 59599 - | 1999 JM62                | 10 maggio 1999   | LINEAR      |
| 59600 - | 1999 JX62                | 10 maggio 1999   | LINEAR      |

## 59601-59700
| Nome    | Designazione provvisoria | Data di scoperta | Scopritore |
| ------- | ------------------------ | ---------------- | ---------- |
| 59601 - | 1999 JL63                | 10 maggio 1999   | LINEAR     |
| 59602 - | 1999 JW63                | 10 maggio 1999   | LINEAR     |
| 59603 - | 1999 JX63                | 10 maggio 1999   | LINEAR     |
| 59604 - | 1999 JQ64                | 10 maggio 1999   | LINEAR     |
| 59605 - | 1999 JZ64                | 10 maggio 1999   | LINEAR     |
| 59606 - | 1999 JK65                | 12 maggio 1999   | LINEAR     |
| 59607 - | 1999 JV65                | 12 maggio 1999   | LINEAR     |
| 59608 - | 1999 JQ66                | 12 maggio 1999   | LINEAR     |
| 59609 - | 1999 JB67                | 12 maggio 1999   | LINEAR     |
| 59610 - | 1999 JE67                | 12 maggio 1999   | LINEAR     |
| 59611 - | 1999 JY67                | 12 maggio 1999   | LINEAR     |
| 59612 - | 1999 JZ67                | 12 maggio 1999   | LINEAR     |
| 59613 - | 1999 JS68                | 12 maggio 1999   | LINEAR     |
| 59614 - | 1999 JR69                | 12 maggio 1999   | LINEAR     |
| 59615 - | 1999 JT69                | 12 maggio 1999   | LINEAR     |
| 59616 - | 1999 JY69                | 12 maggio 1999   | LINEAR     |
| 59617 - | 1999 JM70                | 12 maggio 1999   | LINEAR     |
| 59618 - | 1999 JR70                | 12 maggio 1999   | LINEAR     |
| 59619 - | 1999 JG71                | 12 maggio 1999   | LINEAR     |
| 59620 - | 1999 JY71                | 12 maggio 1999   | LINEAR     |
| 59621 - | 1999 JN72                | 12 maggio 1999   | LINEAR     |
| 59622 - | 1999 JX72                | 12 maggio 1999   | LINEAR     |
| 59623 - | 1999 JE73                | 12 maggio 1999   | LINEAR     |
| 59624 - | 1999 JS73                | 12 maggio 1999   | LINEAR     |
| 59625 - | 1999 JU73                | 12 maggio 1999   | LINEAR     |
| 59626 - | 1999 JA75                | 12 maggio 1999   | LINEAR     |
| 59627 - | 1999 JH76                | 10 maggio 1999   | LINEAR     |
| 59628 - | 1999 JP76                | 10 maggio 1999   | LINEAR     |
| 59629 - | 1999 JV76                | 10 maggio 1999   | LINEAR     |
| 59630 - | 1999 JK77                | 12 maggio 1999   | LINEAR     |
| 59631 - | 1999 JY77                | 12 maggio 1999   | LINEAR     |
| 59632 - | 1999 JZ77                | 12 maggio 1999   | LINEAR     |
| 59633 - | 1999 JC78                | 12 maggio 1999   | LINEAR     |
| 59634 - | 1999 JS79                | 13 maggio 1999   | LINEAR     |
| 59635 - | 1999 JJ80                | 12 maggio 1999   | LINEAR     |
| 59636 - | 1999 JJ81                | 14 maggio 1999   | LINEAR     |
| 59637 - | 1999 JF82                | 12 maggio 1999   | LINEAR     |
| 59638 - | 1999 JH82                | 12 maggio 1999   | LINEAR     |
| 59639 - | 1999 JS83                | 12 maggio 1999   | LINEAR     |
| 59640 - | 1999 JH84                | 12 maggio 1999   | LINEAR     |
| 59641 - | 1999 JS85                | 10 maggio 1999   | LINEAR     |
| 59642 - | 1999 JZ86                | 12 maggio 1999   | LINEAR     |
| 59643 - | 1999 JA87                | 12 maggio 1999   | LINEAR     |
| 59644 - | 1999 JS88                | 12 maggio 1999   | LINEAR     |
| 59645 - | 1999 JH89                | 12 maggio 1999   | LINEAR     |
| 59646 - | 1999 JX89                | 12 maggio 1999   | LINEAR     |
| 59647 - | 1999 JY89                | 12 maggio 1999   | LINEAR     |
| 59648 - | 1999 JA90                | 12 maggio 1999   | LINEAR     |
| 59649 - | 1999 JB90                | 12 maggio 1999   | LINEAR     |
| 59650 - | 1999 JZ90                | 12 maggio 1999   | LINEAR     |
| 59651 - | 1999 JK91                | 12 maggio 1999   | LINEAR     |
| 59652 - | 1999 JM92                | 12 maggio 1999   | LINEAR     |
| 59653 - | 1999 JZ92                | 12 maggio 1999   | LINEAR     |
| 59654 - | 1999 JB94                | 12 maggio 1999   | LINEAR     |
| 59655 - | 1999 JN94                | 12 maggio 1999   | LINEAR     |
| 59656 - | 1999 JT94                | 12 maggio 1999   | LINEAR     |
| 59657 - | 1999 JC95                | 12 maggio 1999   | LINEAR     |
| 59658 - | 1999 JE95                | 12 maggio 1999   | LINEAR     |
| 59659 - | 1999 JM95                | 12 maggio 1999   | LINEAR     |
| 59660 - | 1999 JE96                | 12 maggio 1999   | LINEAR     |
| 59661 - | 1999 JG96                | 12 maggio 1999   | LINEAR     |
| 59662 - | 1999 JN96                | 12 maggio 1999   | LINEAR     |
| 59663 - | 1999 JY96                | 12 maggio 1999   | LINEAR     |
| 59664 - | 1999 JB97                | 12 maggio 1999   | LINEAR     |
| 59665 - | 1999 JF97                | 12 maggio 1999   | LINEAR     |
| 59666 - | 1999 JH97                | 12 maggio 1999   | LINEAR     |
| 59667 - | 1999 JQ97                | 12 maggio 1999   | LINEAR     |
| 59668 - | 1999 JG98                | 12 maggio 1999   | LINEAR     |
| 59669 - | 1999 JM99                | 12 maggio 1999   | LINEAR     |
| 59670 - | 1999 JP99                | 12 maggio 1999   | LINEAR     |
| 59671 - | 1999 JW99                | 12 maggio 1999   | LINEAR     |
| 59672 - | 1999 JG100               | 12 maggio 1999   | LINEAR     |
| 59673 - | 1999 JR100               | 12 maggio 1999   | LINEAR     |
| 59674 - | 1999 JY100               | 12 maggio 1999   | LINEAR     |
| 59675 - | 1999 JC101               | 12 maggio 1999   | LINEAR     |
| 59676 - | 1999 JE101               | 12 maggio 1999   | LINEAR     |
| 59677 - | 1999 JH101               | 12 maggio 1999   | LINEAR     |
| 59678 - | 1999 JM101               | 13 maggio 1999   | LINEAR     |
| 59679 - | 1999 JM102               | 13 maggio 1999   | LINEAR     |
| 59680 - | 1999 JW102               | 13 maggio 1999   | LINEAR     |
| 59681 - | 1999 JC103               | 13 maggio 1999   | LINEAR     |
| 59682 - | 1999 JF103               | 13 maggio 1999   | LINEAR     |
| 59683 - | 1999 JQ104               | 15 maggio 1999   | LINEAR     |
| 59684 - | 1999 JB107               | 13 maggio 1999   | LINEAR     |
| 59685 - | 1999 JR108               | 13 maggio 1999   | LINEAR     |
| 59686 - | 1999 JS108               | 13 maggio 1999   | LINEAR     |
| 59687 - | 1999 JU108               | 13 maggio 1999   | LINEAR     |
| 59688 - | 1999 JO110               | 13 maggio 1999   | LINEAR     |
| 59689 - | 1999 JS111               | 13 maggio 1999   | LINEAR     |
| 59690 - | 1999 JD112               | 13 maggio 1999   | LINEAR     |
| 59691 - | 1999 JM113               | 13 maggio 1999   | LINEAR     |
| 59692 - | 1999 JC114               | 13 maggio 1999   | LINEAR     |
| 59693 - | 1999 JA116               | 13 maggio 1999   | LINEAR     |
| 59694 - | 1999 JF116               | 13 maggio 1999   | LINEAR     |
| 59695 - | 1999 JU116               | 13 maggio 1999   | LINEAR     |
| 59696 - | 1999 JW116               | 13 maggio 1999   | LINEAR     |
| 59697 - | 1999 JS117               | 13 maggio 1999   | LINEAR     |
| 59698 - | 1999 JJ118               | 13 maggio 1999   | LINEAR     |
| 59699 - | 1999 JU118               | 13 maggio 1999   | LINEAR     |
| 59700 - | 1999 JX118               | 13 maggio 1999   | LINEAR     |

## 59701-59800
| Nome           | Designazione provvisoria | Data di scoperta | Scopritore             |
| -------------- | ------------------------ | ---------------- | ---------------------- |
| 59701 -        | 1999 JP119               | 13 maggio 1999   | LINEAR                 |
| 59702 -        | 1999 JZ119               | 13 maggio 1999   | LINEAR                 |
| 59703 -        | 1999 JB120               | 13 maggio 1999   | LINEAR                 |
| 59704 -        | 1999 JJ120               | 13 maggio 1999   | LINEAR                 |
| 59705 -        | 1999 JM120               | 13 maggio 1999   | LINEAR                 |
| 59706 -        | 1999 JT120               | 13 maggio 1999   | LINEAR                 |
| 59707 -        | 1999 JX121               | 13 maggio 1999   | LINEAR                 |
| 59708 -        | 1999 JC123               | 13 maggio 1999   | LINEAR                 |
| 59709 -        | 1999 JL123               | 13 maggio 1999   | LINEAR                 |
| 59710 -        | 1999 JV123               | 14 maggio 1999   | LINEAR                 |
| 59711 -        | 1999 JC126               | 13 maggio 1999   | LINEAR                 |
| 59712 -        | 1999 JN126               | 13 maggio 1999   | LINEAR                 |
| 59713 -        | 1999 JA127               | 13 maggio 1999   | LINEAR                 |
| 59714 -        | 1999 JG128               | 10 maggio 1999   | LINEAR                 |
| 59715 -        | 1999 JM129               | 12 maggio 1999   | LINEAR                 |
| 59716 -        | 1999 JP131               | 13 maggio 1999   | LINEAR                 |
| 59717 -        | 1999 JR137               | 10 maggio 1999   | Puckett                |
| 59718 -        | 1999 KG1                 | 18 maggio 1999   | LINEAR                 |
| 59719 -        | 1999 KN3                 | 17 maggio 1999   | Spacewatch             |
| 59720 -        | 1999 KH5                 | 20 maggio 1999   | Spacewatch             |
| 59721 -        | 1999 KM5                 | 21 maggio 1999   | Spacewatch             |
| 59722 -        | 1999 KR6                 | 17 maggio 1999   | LINEAR                 |
| 59723 -        | 1999 KO8                 | 18 maggio 1999   | LINEAR                 |
| 59724 -        | 1999 KV13                | 18 maggio 1999   | LINEAR                 |
| 59725 -        | 1999 KX13                | 18 maggio 1999   | LINEAR                 |
| 59726 -        | 1999 KA14                | 18 maggio 1999   | LINEAR                 |
| 59727 -        | 1999 KC15                | 18 maggio 1999   | LINEAR                 |
| 59728 -        | 1999 KW15                | 18 maggio 1999   | LINEAR                 |
| 59729 -        | 1999 LN                  | 6 giugno 1999    | K. Korlević            |
| 59730 -        | 1999 LW                  | 7 giugno 1999    | P. G. Comba            |
| 59731 -        | 1999 LL2                 | 8 giugno 1999    | LINEAR                 |
| 59732 -        | 1999 LO2                 | 8 giugno 1999    | LINEAR                 |
| 59733 -        | 1999 LR2                 | 8 giugno 1999    | LINEAR                 |
| 59734 -        | 1999 LT2                 | 9 giugno 1999    | LINEAR                 |
| 59735 -        | 1999 LY3                 | 9 giugno 1999    | LINEAR                 |
| 59736 -        | 1999 LA5                 | 8 giugno 1999    | LINEAR                 |
| 59737 -        | 1999 LC6                 | 11 giugno 1999   | LINEAR                 |
| 59738 -        | 1999 LH8                 | 8 giugno 1999    | LINEAR                 |
| 59739 -        | 1999 LP8                 | 8 giugno 1999    | LINEAR                 |
| 59740 -        | 1999 LC9                 | 8 giugno 1999    | LINEAR                 |
| 59741 -        | 1999 LE9                 | 8 giugno 1999    | LINEAR                 |
| 59742 -        | 1999 LN9                 | 8 giugno 1999    | LINEAR                 |
| 59743 -        | 1999 LV9                 | 8 giugno 1999    | LINEAR                 |
| 59744 -        | 1999 LG10                | 8 giugno 1999    | LINEAR                 |
| 59745 -        | 1999 LF13                | 9 giugno 1999    | LINEAR                 |
| 59746 -        | 1999 LN13                | 9 giugno 1999    | LINEAR                 |
| 59747 -        | 1999 LV13                | 9 giugno 1999    | LINEAR                 |
| 59748 -        | 1999 LE14                | 9 giugno 1999    | LINEAR                 |
| 59749 -        | 1999 LZ15                | 12 giugno 1999   | LINEAR                 |
| 59750 -        | 1999 LX16                | 9 giugno 1999    | LINEAR                 |
| 59751 -        | 1999 LU18                | 9 giugno 1999    | LINEAR                 |
| 59752 -        | 1999 LW19                | 9 giugno 1999    | LINEAR                 |
| 59753 -        | 1999 LA28                | 10 giugno 1999   | LINEAR                 |
| 59754 -        | 1999 LR31                | 11 giugno 1999   | Spacewatch             |
| 59755 -        | 1999 LY32                | 8 giugno 1999    | LINEAR                 |
| 59756 -        | 1999 LL35                | 7 giugno 1999    | CSS                    |
| 59757 -        | 1999 ME                  | 18 giugno 1999   | J. Broughton           |
| 59758 -        | 1999 MH                  | 18 giugno 1999   | F. B. Zoltowski        |
| 59759 -        | 1999 MR                  | 20 giugno 1999   | J. Broughton           |
| 59760 -        | 1999 MU                  | 22 giugno 1999   | CSS                    |
| 59761 -        | 1999 MZ                  | 23 giugno 1999   | F. B. Zoltowski        |
| 59762 -        | 1999 NB1                 | 11 luglio 1999   | K. Korlević            |
| 59763 -        | 1999 NF2                 | 12 luglio 1999   | LINEAR                 |
| 59764 -        | 1999 NK3                 | 13 luglio 1999   | LINEAR                 |
| 59765 -        | 1999 NN4                 | 13 luglio 1999   | J. Broughton           |
| 59766 -        | 1999 NW6                 | 13 luglio 1999   | LINEAR                 |
| 59767 -        | 1999 NR10                | 13 luglio 1999   | LINEAR                 |
| 59768 -        | 1999 NV10                | 13 luglio 1999   | LINEAR                 |
| 59769 -        | 1999 NG15                | 14 luglio 1999   | LINEAR                 |
| 59770 -        | 1999 NS15                | 14 luglio 1999   | LINEAR                 |
| 59771 -        | 1999 NX17                | 14 luglio 1999   | LINEAR                 |
| 59772 -        | 1999 NN18                | 14 luglio 1999   | LINEAR                 |
| 59773 -        | 1999 NZ21                | 14 luglio 1999   | LINEAR                 |
| 59774 -        | 1999 NH29                | 14 luglio 1999   | LINEAR                 |
| 59775 -        | 1999 NL29                | 14 luglio 1999   | LINEAR                 |
| 59776 -        | 1999 NE33                | 14 luglio 1999   | LINEAR                 |
| 59777 -        | 1999 NK35                | 14 luglio 1999   | LINEAR                 |
| 59778 -        | 1999 NO39                | 14 luglio 1999   | LINEAR                 |
| 59779 -        | 1999 NU40                | 14 luglio 1999   | LINEAR                 |
| 59780 -        | 1999 NB42                | 14 luglio 1999   | LINEAR                 |
| 59781 -        | 1999 NU42                | 14 luglio 1999   | LINEAR                 |
| 59782 -        | 1999 NG43                | 13 luglio 1999   | LINEAR                 |
| 59783 -        | 1999 NN43                | 13 luglio 1999   | LINEAR                 |
| 59784 -        | 1999 NV44                | 13 luglio 1999   | LINEAR                 |
| 59785 -        | 1999 NG49                | 13 luglio 1999   | LINEAR                 |
| 59786 -        | 1999 NY52                | 12 luglio 1999   | LINEAR                 |
| 59787 -        | 1999 NO55                | 12 luglio 1999   | LINEAR                 |
| 59788 -        | 1999 ND56                | 12 luglio 1999   | LINEAR                 |
| 59789 -        | 1999 NO56                | 12 luglio 1999   | LINEAR                 |
| 59790 -        | 1999 NR56                | 12 luglio 1999   | LINEAR                 |
| 59791 -        | 1999 NN59                | 13 luglio 1999   | LINEAR                 |
| 59792 -        | 1999 NL60                | 13 luglio 1999   | LINEAR                 |
| 59793 Clapiès  | 1999 OD                  | 16 luglio 1999   | Pises                  |
| 59794 -        | 1999 OE1                 | 18 luglio 1999   | J. Broughton           |
| 59795 -        | 1999 OE2                 | 22 luglio 1999   | LINEAR                 |
| 59796 -        | 1999 OJ3                 | 22 luglio 1999   | LINEAR                 |
| 59797 Píšala   | 1999 PX                  | 7 agosto 1999    | Kleť                   |
| 59798 -        | 1999 PO1                 | 3 agosto 1999    | R. H. McNaught         |
| 59799 -        | 1999 PC2                 | 10 agosto 1999   | J. Broughton           |
| 59800 Astropis | 1999 PV4                 | 14 agosto 1999   | P. Pravec, P. Kušnirák |

## 59801-59900
| Nome             | Designazione provvisoria | Data di scoperta  | Scopritore             |
| ---------------- | ------------------------ | ----------------- | ---------------------- |
| 59801 -          | 1999 PY4                 | 8 agosto 1999     | T. Kagawa              |
| 59802 -          | 1999 PZ5                 | 13 agosto 1999    | Spacewatch             |
| 59803 -          | 1999 QH2                 | 22 agosto 1999    | G. Bell                |
| 59804 Dickjoyce  | 1999 RJ1                 | 5 settembre 1999  | C. W. Juels            |
| 59805 -          | 1999 RZ6                 | 3 settembre 1999  | Spacewatch             |
| 59806 -          | 1999 RQ10                | 7 settembre 1999  | LINEAR                 |
| 59807 -          | 1999 RH13                | 7 settembre 1999  | LINEAR                 |
| 59808 -          | 1999 RU13                | 7 settembre 1999  | LINEAR                 |
| 59809 -          | 1999 RW16                | 7 settembre 1999  | LINEAR                 |
| 59810 -          | 1999 RM17                | 7 settembre 1999  | LINEAR                 |
| 59811 -          | 1999 RV17                | 7 settembre 1999  | LINEAR                 |
| 59812 -          | 1999 RA18                | 7 settembre 1999  | LINEAR                 |
| 59813 -          | 1999 RU18                | 7 settembre 1999  | LINEAR                 |
| 59814 -          | 1999 RX18                | 7 settembre 1999  | LINEAR                 |
| 59815 -          | 1999 RQ19                | 7 settembre 1999  | LINEAR                 |
| 59816 -          | 1999 RO20                | 7 settembre 1999  | LINEAR                 |
| 59817 -          | 1999 RC21                | 7 settembre 1999  | LINEAR                 |
| 59818 -          | 1999 RF21                | 7 settembre 1999  | LINEAR                 |
| 59819 -          | 1999 RH22                | 7 settembre 1999  | LINEAR                 |
| 59820 -          | 1999 RT23                | 7 settembre 1999  | LINEAR                 |
| 59821 -          | 1999 RR25                | 7 settembre 1999  | LINEAR                 |
| 59822 -          | 1999 RK26                | 7 settembre 1999  | LINEAR                 |
| 59823 -          | 1999 RU26                | 7 settembre 1999  | LINEAR                 |
| 59824 -          | 1999 RQ27                | 7 settembre 1999  | K. Korlević            |
| 59825 -          | 1999 RV27                | 8 settembre 1999  | K. Korlević            |
| 59826 -          | 1999 RU29                | 8 settembre 1999  | LINEAR                 |
| 59827 -          | 1999 RF32                | 9 settembre 1999  | K. Korlević            |
| 59828 Ossikar    | 1999 RU32                | 5 settembre 1999  | G. Lehmann             |
| 59829 -          | 1999 RZ32                | 7 settembre 1999  | G. Bell, G. Hug        |
| 59830 Reynek     | 1999 RE33                | 10 settembre 1999 | J. Tichá, M. Tichý     |
| 59831 -          | 1999 RR36                | 11 settembre 1999 | K. Korlević            |
| 59832 -          | 1999 RW36                | 13 settembre 1999 | P. G. Comba            |
| 59833 Danimatter | 1999 RZ36                | 3 settembre 1999  | C. Demeautis           |
| 59834 -          | 1999 RE37                | 9 settembre 1999  | F. Uto                 |
| 59835 -          | 1999 RJ40                | 13 settembre 1999 | P. Pravec, P. Kušnirák |
| 59836 -          | 1999 RN44                | 8 settembre 1999  | LINEAR                 |
| 59837 -          | 1999 RP44                | 3 settembre 1999  | R. Casas, C. Zurita    |
| 59838 -          | 1999 RU45                | 9 settembre 1999  | T. Pauwels             |
| 59839 -          | 1999 RS47                | 7 settembre 1999  | LINEAR                 |
| 59840 -          | 1999 RD49                | 7 settembre 1999  | LINEAR                 |
| 59841 -          | 1999 RH54                | 7 settembre 1999  | LINEAR                 |
| 59842 -          | 1999 RT55                | 7 settembre 1999  | LINEAR                 |
| 59843 -          | 1999 RD59                | 7 settembre 1999  | LINEAR                 |
| 59844 -          | 1999 RU60                | 7 settembre 1999  | LINEAR                 |
| 59845 -          | 1999 RC61                | 7 settembre 1999  | LINEAR                 |
| 59846 -          | 1999 RA64                | 7 settembre 1999  | LINEAR                 |
| 59847 -          | 1999 RT71                | 7 settembre 1999  | LINEAR                 |
| 59848 -          | 1999 RT73                | 7 settembre 1999  | LINEAR                 |
| 59849 -          | 1999 RE78                | 7 settembre 1999  | LINEAR                 |
| 59850 -          | 1999 RJ80                | 7 settembre 1999  | LINEAR                 |
| 59851 -          | 1999 RO80                | 7 settembre 1999  | LINEAR                 |
| 59852 -          | 1999 RN82                | 7 settembre 1999  | LINEAR                 |
| 59853 -          | 1999 RP82                | 7 settembre 1999  | LINEAR                 |
| 59854 -          | 1999 RY85                | 7 settembre 1999  | LINEAR                 |
| 59855 -          | 1999 RD86                | 7 settembre 1999  | LINEAR                 |
| 59856 -          | 1999 RJ92                | 7 settembre 1999  | LINEAR                 |
| 59857 -          | 1999 RF93                | 7 settembre 1999  | LINEAR                 |
| 59858 -          | 1999 RT93                | 7 settembre 1999  | LINEAR                 |
| 59859 -          | 1999 RM94                | 7 settembre 1999  | LINEAR                 |
| 59860 -          | 1999 RP94                | 7 settembre 1999  | LINEAR                 |
| 59861 -          | 1999 RY95                | 7 settembre 1999  | LINEAR                 |
| 59862 -          | 1999 RT97                | 7 settembre 1999  | LINEAR                 |
| 59863 -          | 1999 RH98                | 7 settembre 1999  | LINEAR                 |
| 59864 -          | 1999 RW102               | 8 settembre 1999  | LINEAR                 |
| 59865 -          | 1999 RO103               | 8 settembre 1999  | LINEAR                 |
| 59866 -          | 1999 RF105               | 8 settembre 1999  | LINEAR                 |
| 59867 -          | 1999 RT105               | 8 settembre 1999  | LINEAR                 |
| 59868 -          | 1999 RH106               | 8 settembre 1999  | LINEAR                 |
| 59869 -          | 1999 RC108               | 8 settembre 1999  | LINEAR                 |
| 59870 -          | 1999 RH109               | 8 settembre 1999  | LINEAR                 |
| 59871 -          | 1999 RL111               | 9 settembre 1999  | LINEAR                 |
| 59872 -          | 1999 RB112               | 9 settembre 1999  | LINEAR                 |
| 59873 -          | 1999 RO112               | 9 settembre 1999  | LINEAR                 |
| 59874 -          | 1999 RJ113               | 9 settembre 1999  | LINEAR                 |
| 59875 -          | 1999 RN114               | 9 settembre 1999  | LINEAR                 |
| 59876 -          | 1999 RK116               | 9 settembre 1999  | LINEAR                 |
| 59877 -          | 1999 RA117               | 9 settembre 1999  | LINEAR                 |
| 59878 -          | 1999 RF117               | 9 settembre 1999  | LINEAR                 |
| 59879 -          | 1999 RM119               | 9 settembre 1999  | LINEAR                 |
| 59880 -          | 1999 RS119               | 9 settembre 1999  | LINEAR                 |
| 59881 -          | 1999 RZ121               | 9 settembre 1999  | LINEAR                 |
| 59882 -          | 1999 RM122               | 9 settembre 1999  | LINEAR                 |
| 59883 -          | 1999 RU123               | 9 settembre 1999  | LINEAR                 |
| 59884 -          | 1999 RW123               | 9 settembre 1999  | LINEAR                 |
| 59885 -          | 1999 RO124               | 9 settembre 1999  | LINEAR                 |
| 59886 -          | 1999 RY126               | 9 settembre 1999  | LINEAR                 |
| 59887 -          | 1999 RU127               | 9 settembre 1999  | LINEAR                 |
| 59888 -          | 1999 RS128               | 9 settembre 1999  | LINEAR                 |
| 59889 -          | 1999 RV129               | 9 settembre 1999  | LINEAR                 |
| 59890 -          | 1999 RG133               | 9 settembre 1999  | LINEAR                 |
| 59891 -          | 1999 RF135               | 9 settembre 1999  | LINEAR                 |
| 59892 -          | 1999 RQ137               | 9 settembre 1999  | LINEAR                 |
| 59893 -          | 1999 RY137               | 9 settembre 1999  | LINEAR                 |
| 59894 -          | 1999 RQ138               | 9 settembre 1999  | LINEAR                 |
| 59895 -          | 1999 RH140               | 9 settembre 1999  | LINEAR                 |
| 59896 -          | 1999 RO140               | 9 settembre 1999  | LINEAR                 |
| 59897 -          | 1999 RD142               | 9 settembre 1999  | LINEAR                 |
| 59898 -          | 1999 RE142               | 9 settembre 1999  | LINEAR                 |
| 59899 -          | 1999 RN142               | 9 settembre 1999  | LINEAR                 |
| 59900 -          | 1999 RH143               | 9 settembre 1999  | LINEAR                 |

## 59901-60000
| Nome               | Designazione provvisoria | Data di scoperta  | Scopritore    |
| ------------------ | ------------------------ | ----------------- | ------------- |
| 59901 -            | 1999 RA145               | 9 settembre 1999  | LINEAR        |
| 59902 -            | 1999 RJ147               | 9 settembre 1999  | LINEAR        |
| 59903 -            | 1999 RO148               | 9 settembre 1999  | LINEAR        |
| 59904 -            | 1999 RR149               | 9 settembre 1999  | LINEAR        |
| 59905 -            | 1999 RB151               | 9 settembre 1999  | LINEAR        |
| 59906 -            | 1999 RR151               | 9 settembre 1999  | LINEAR        |
| 59907 -            | 1999 RM152               | 9 settembre 1999  | LINEAR        |
| 59908 -            | 1999 RS154               | 9 settembre 1999  | LINEAR        |
| 59909 -            | 1999 RK155               | 9 settembre 1999  | LINEAR        |
| 59910 -            | 1999 RA156               | 9 settembre 1999  | LINEAR        |
| 59911 -            | 1999 RD156               | 9 settembre 1999  | LINEAR        |
| 59912 -            | 1999 RU156               | 9 settembre 1999  | LINEAR        |
| 59913 -            | 1999 RB157               | 9 settembre 1999  | LINEAR        |
| 59914 -            | 1999 RX157               | 9 settembre 1999  | LINEAR        |
| 59915 -            | 1999 RF159               | 9 settembre 1999  | LINEAR        |
| 59916 -            | 1999 RT159               | 9 settembre 1999  | LINEAR        |
| 59917 -            | 1999 RC161               | 9 settembre 1999  | LINEAR        |
| 59918 -            | 1999 RF161               | 9 settembre 1999  | LINEAR        |
| 59919 -            | 1999 RP161               | 9 settembre 1999  | LINEAR        |
| 59920 -            | 1999 RO162               | 9 settembre 1999  | LINEAR        |
| 59921 -            | 1999 RM163               | 9 settembre 1999  | LINEAR        |
| 59922 -            | 1999 RY164               | 9 settembre 1999  | LINEAR        |
| 59923 -            | 1999 RY165               | 9 settembre 1999  | LINEAR        |
| 59924 -            | 1999 RN167               | 9 settembre 1999  | LINEAR        |
| 59925 -            | 1999 RR172               | 9 settembre 1999  | LINEAR        |
| 59926 -            | 1999 RD173               | 9 settembre 1999  | LINEAR        |
| 59927 -            | 1999 RP173               | 9 settembre 1999  | LINEAR        |
| 59928 -            | 1999 RG174               | 9 settembre 1999  | LINEAR        |
| 59929 -            | 1999 RK174               | 9 settembre 1999  | LINEAR        |
| 59930 -            | 1999 RE176               | 9 settembre 1999  | LINEAR        |
| 59931 -            | 1999 RZ179               | 9 settembre 1999  | LINEAR        |
| 59932 -            | 1999 RY181               | 9 settembre 1999  | LINEAR        |
| 59933 -            | 1999 RQ186               | 9 settembre 1999  | LINEAR        |
| 59934 -            | 1999 RU186               | 9 settembre 1999  | LINEAR        |
| 59935 -            | 1999 RR187               | 9 settembre 1999  | LINEAR        |
| 59936 -            | 1999 RJ188               | 9 settembre 1999  | LINEAR        |
| 59937 -            | 1999 RH189               | 9 settembre 1999  | LINEAR        |
| 59938 -            | 1999 RQ190               | 10 settembre 1999 | LINEAR        |
| 59939 -            | 1999 RW192               | 13 settembre 1999 | LINEAR        |
| 59940 -            | 1999 RT197               | 8 settembre 1999  | LINEAR        |
| 59941 -            | 1999 RX197               | 8 settembre 1999  | LINEAR        |
| 59942 -            | 1999 RZ197               | 8 settembre 1999  | LINEAR        |
| 59943 -            | 1999 RH198               | 9 settembre 1999  | LINEAR        |
| 59944 -            | 1999 RJ199               | 8 settembre 1999  | LINEAR        |
| 59945 -            | 1999 RH202               | 8 settembre 1999  | LINEAR        |
| 59946 -            | 1999 RG205               | 8 settembre 1999  | LINEAR        |
| 59947 -            | 1999 RV205               | 8 settembre 1999  | LINEAR        |
| 59948 -            | 1999 RX213               | 13 settembre 1999 | Spacewatch    |
| 59949 -            | 1999 RL215               | 3 settembre 1999  | LONEOS        |
| 59950 -            | 1999 RA220               | 4 settembre 1999  | LONEOS        |
| 59951 -            | 1999 RZ220               | 5 settembre 1999  | LONEOS        |
| 59952 -            | 1999 RG222               | 7 settembre 1999  | LONEOS        |
| 59953 -            | 1999 RB226               | 4 settembre 1999  | CSS           |
| 59954 -            | 1999 RP226               | 5 settembre 1999  | CSS           |
| 59955 -            | 1999 RX226               | 5 settembre 1999  | CSS           |
| 59956 -            | 1999 RR230               | 8 settembre 1999  | CSS           |
| 59957 -            | 1999 RH231               | 8 settembre 1999  | CSS           |
| 59958 -            | 1999 RJ231               | 8 settembre 1999  | CSS           |
| 59959 -            | 1999 RV233               | 8 settembre 1999  | CSS           |
| 59960 -            | 1999 RY233               | 8 settembre 1999  | CSS           |
| 59961 -            | 1999 RZ233               | 8 settembre 1999  | CSS           |
| 59962 -            | 1999 RL234               | 8 settembre 1999  | CSS           |
| 59963 -            | 1999 RZ234               | 8 settembre 1999  | CSS           |
| 59964 Pierremartin | 1999 RM235               | 8 settembre 1999  | CSS           |
| 59965 -            | 1999 RJ236               | 8 settembre 1999  | CSS           |
| 59966 -            | 1999 RS238               | 8 settembre 1999  | CSS           |
| 59967 -            | 1999 RP240               | 11 settembre 1999 | LONEOS        |
| 59968 -            | 1999 RC241               | 11 settembre 1999 | LONEOS        |
| 59969 -            | 1999 RV246               | 4 settembre 1999  | CSS           |
| 59970 Morate       | 1999 RZ246               | 4 settembre 1999  | LONEOS        |
| 59971 -            | 1999 RP247               | 5 settembre 1999  | LONEOS        |
| 59972 -            | 1999 RL248               | 7 settembre 1999  | CSS           |
| 59973 -            | 1999 RY252               | 8 settembre 1999  | LINEAR        |
| 59974 -            | 1999 RM254               | 8 settembre 1999  | CSS           |
| 59975 -            | 1999 SE                  | 16 settembre 1999 | K. Korlević   |
| 59976 -            | 1999 SU4                 | 29 settembre 1999 | CSS           |
| 59977 -            | 1999 SD5                 | 30 settembre 1999 | LINEAR        |
| 59978 -            | 1999 SR5                 | 30 settembre 1999 | LINEAR        |
| 59979 -            | 1999 SV5                 | 30 settembre 1999 | LINEAR        |
| 59980 -            | 1999 SG6                 | 30 settembre 1999 | LINEAR        |
| 59981 -            | 1999 SZ6                 | 29 settembre 1999 | LINEAR        |
| 59982 -            | 1999 SF9                 | 29 settembre 1999 | LINEAR        |
| 59983 -            | 1999 SN10                | 29 settembre 1999 | A. van Staden |
| 59984 -            | 1999 SZ10                | 30 settembre 1999 | CSS           |
| 59985 -            | 1999 SN11                | 30 settembre 1999 | CSS           |
| 59986 -            | 1999 SE15                | 29 settembre 1999 | CSS           |
| 59987 -            | 1999 SG16                | 29 settembre 1999 | CSS           |
| 59988 -            | 1999 SH16                | 29 settembre 1999 | CSS           |
| 59989 -            | 1999 SL16                | 29 settembre 1999 | CSS           |
| 59990 -            | 1999 SA17                | 30 settembre 1999 | CSS           |
| 59991 -            | 1999 SP18                | 30 settembre 1999 | LINEAR        |
| 59992 -            | 1999 SZ18                | 30 settembre 1999 | LINEAR        |
| 59993 -            | 1999 SL20                | 30 settembre 1999 | LINEAR        |
| 59994 -            | 1999 SH22                | 30 settembre 1999 | LINEAR        |
| 59995 -            | 1999 SP24                | 30 settembre 1999 | CSS           |
| 59996 -            | 1999 TZ                  | 1 ottobre 1999    | K. Korlević   |
| 59997 -            | 1999 TN1                 | 1 ottobre 1999    | K. Korlević   |
| 59998 -            | 1999 TS2                 | 2 ottobre 1999    | C. W. Juels   |
| 59999 -            | 1999 TP3                 | 3 ottobre 1999    | D. K. Chesney |
| 60000 Miminko      | 1999 TZ3                 | 2 ottobre 1999    | L. Šarounová  |